# Tonga
Tonga, Królestwo Tonga (tongański Puleʻanga Tonga, ang. Kingdom of Tonga) – państwo leżące na archipelagu o tej samej nazwie, w Polinezji na południowym Pacyfiku, położone w jednej trzeciej drogi pomiędzy Nową Zelandią a Hawajami, na południe od Samoa, na zachód od Niue i na wschód od Fidżi. Jedno z nielicznych państw pozaeuropejskich, które nigdy nie utraciły suwerenności.

## Geografia
Tonga od północy graniczy z Samoa, od północnego zachodu z Wallis i Futuną, od zachodu z Fidżi, od wschodu z Niue, a od północnego wschodu z Samoa Amerykańskim. Archipelag Tonga składa się z ok. 170 wysp podzielonych na trzy główne grupy: Tongatapu, Haʻapai, Vavaʻu. Wyspy Tonga są przeważnie niskimi, koralowymi atolami, jedynie nieliczne są pochodzenia wulkanicznego z czynnymi wulkanami. Najwyższy szczyt na wyspie Kao – 1030 m n.p.m. Klimat podrównikowy wilgotny. Średnia temperatura powietrza wynosi w styczniu 30 °C, a w lipcu 25 °C. Często występują cyklony tropikalne. Lasy pokrywają 11% powierzchni. Występuje tam największy na świecie nietoperz – rudawka pacyficzna, a także wiele gatunków ptaków.

## Historia
Pierwsi osadnicy pojawili się na Tonga ok. 3100 lat temu. Byli to Austronezyjczycy reprezentujący kulturę Lapita. Kolejna fala migracji dotarła ok. dwa tysiące lat temu, gdy osiedlili się przedstawiciele kultury Vavaʻu.
Nie później niż w połowie X wieku powstała tongijska monarchia. Pierwszym znanym z imienia królem był ʻAhoʻeitu. Władcy, znani jako Tuʻi Tonga, stworzyli silne państwo określane niekiedy jako Imperium Tonga, które przez 400 lat podbijało i kolonizowało nowe tereny, w tym wschodnie Fidżi, Niue, Samoa, czy Tokelau. Około 1470 roku władzę przejęła boczna linia dynastii, Tuʻi Haʻa Takalaua, która po około 130 latach musiała ustąpić władzę trzeciej linii, Tuʻi Kanokupolu.
W 1616 roku nastąpił pierwszy kontakt z Europejczykami, gdy holenderscy żeglarze Willem Schouten i Jacob Le Mairie dotarli do wysp Niua na północy kraju. Przez kolejne dwa stulecia raz po raz Europejczycy docierali do Tonga, w tym Abel Tasman i James Cook. W granicach państwa miał też miejsce słynny bunt na Bounty. Pojmany w 1806 roku William Mariner nauczył się lokalnego języka i opublikował książkę An Account of the Natives of the Tongan Islands, będącą cennym źródłem o kulturze ówczesnych mieszkańców.
Okres między 1799 a 1852 rokiem był czasem chaosu i wojen domowych. Wówczas nastąpiło kilka kluczowych zmian w państwie. W 1826 roku misjonarze metodystyczni i w 1842 roku katoliccy wprowadzili chrześcijaństwo. Wówczas też władzę zdobył król Taufaʻahau, który przyjął w 1831 roku chrzest, a w 1845 roku skonsolidował władzę jako król Jerzy Tupou I. Skodyfikował prawo, nadając konstytucję w 1875, podpisał międzynarodowe traktaty z Niemcami (1876), Wielką Brytanią (1879) i Stanami Zjednoczonymi (1888), które uznawały niepodległość państwa. Za jego rządów królestwo przyjęło współczesne symbole: flagę, herb i hymn.
Jego następca, Jerzy Tupou II objął władzę w 1893. W wyniku rosnących napięć między europejskimi potęgami zdecydował się na podpisanie traktatu przyjaźni z Wielką Brytanią w 1900, jaki nadawał królestwu status „chronionego państwa” (ang. protected state). W jego wyniku ustrój Tonga był utrzymany i rząd miał pełnię władzy na terytorium kraju, ale politykę zagraniczną prowadziła Wielka Brytania (choć wymagane były konsultacje z władzami Tonga). 3 września 1939 roku Tonga wypowiedziało wojnę III Rzeszy przyłączając się do państw alianckich w czasie II wojny światowej.
W 1970 roku Tonga wypowiedziało traktat przyjaźni z Wielką Brytanią odzyskując pełnię suwerenności, jednocześnie wstępując do Brytyjskiej Wspólnoty Narodów. W 1999 królestwo przystąpiło do ONZ.
W ciągu swego 41-letniego panowania król Taufaʻahau Tupou IV, który objął władzę w 1965, był wielokrotnie atakowany za zbyt silny ucisk obywateli. Pod koniec lat 80. uformował się na wyspach opozycyjny Ruch na rzecz Demokracji, który w wyborach w lutym 1993 zdobył 6 mandatów (z 9 możliwych) w 23-osobowym parlamencie.
W sierpniu i wrześniu 2005 królestwem wstrząsnął strajk 3 tys. pracowników sektora publicznego, którzy domagali się podwyżek płac i poprawy warunków pracy. Po 44 dniach negocjacji żądania zostały spełnione. Opozycja jednak, wykorzystując nastroje w społeczeństwie, wysunęła postulaty polityczne dotyczące demokratyzacji kraju. Po demonstracjach pod pałacem królewskim i naciskach ze strony części parlamentarzystów, król zgodził się powołać niezależną komisję, która zaproponowała zmiany ustrojowe w celu większej demokratyzacji kraju. Obecnie trwają prace nad zmianą konstytucji według projektu przedstawionego przez komisję.
29 lipca 2008 Pałac poinformował, że nowy król Jerzy Tupou V będzie rezygnował z atrybutów władzy absolutnej i przekaże część obowiązków premierowi. Podkomorzy królewski powiedział, że ma to na celu przygotowania monarchii do wyborów w 2010. Jednakże władca zmarł w 2012, a jego następca Tupou VI postanowił wstrzymać proces reform.
29 sierpnia 2016 Polska nawiązała stosunki dyplomatyczne z Królestwem Tonga.

## Nazwa
W wielu językach polinezyjskich słowo tonga oznacza „południe”. Nazwa kraju pochodzi od słowa tongahahake tłumaczenie „południowo”, pierwotnie oznaczało, że „wiatr wieje z południowo-wschodniej części kraju”.

## Polityka

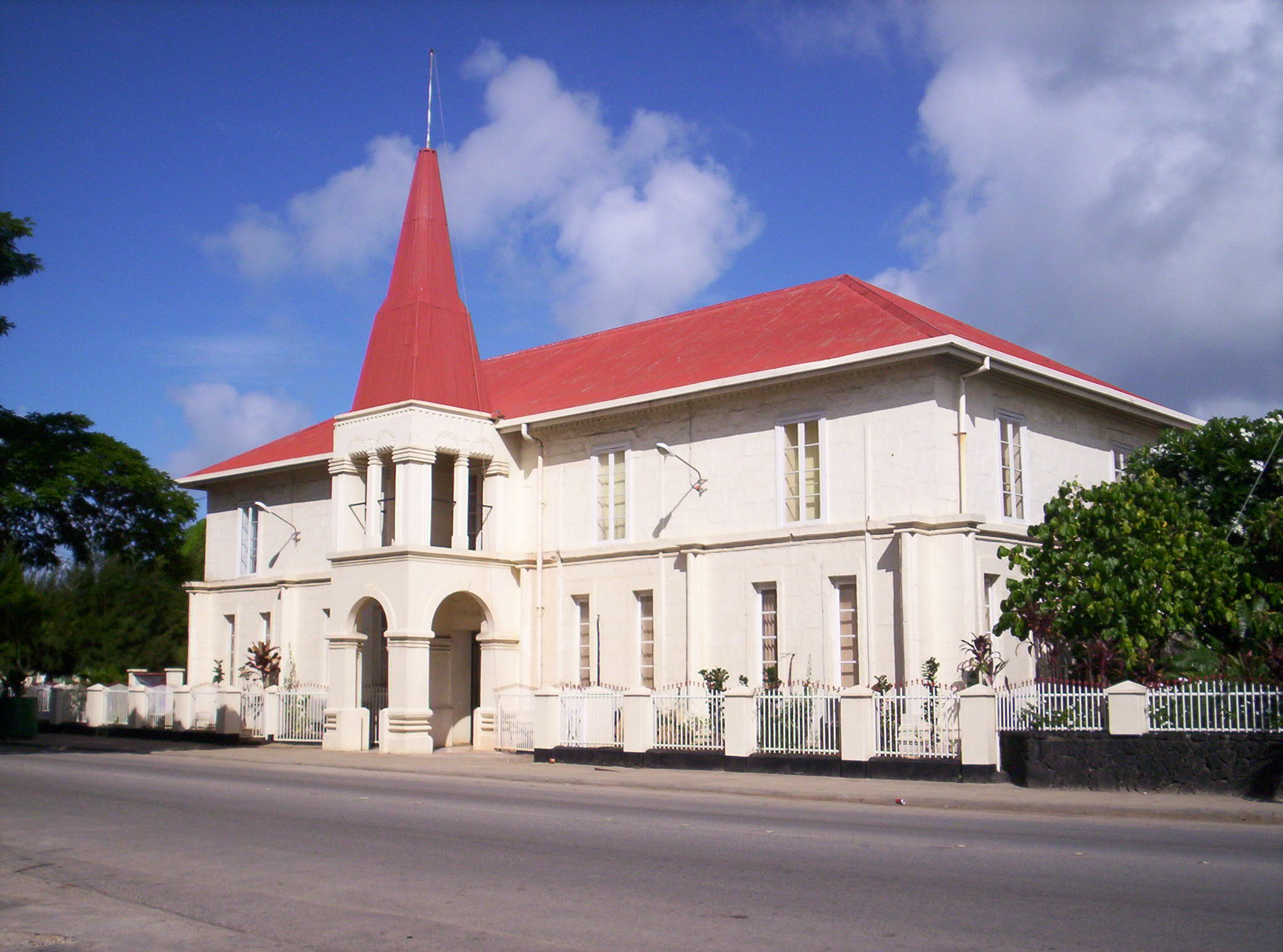
Budynek parlamentu w Nukuʻalofa

Tonga jest jedyną monarchią na Pacyfiku (poza monarchiami pozostającymi w unii personalnej z Wielką Brytanią), a także jedyną należącą do brytyjskiej Wspólnoty Narodów (poza commonwealth realms). Władza królewska jest znacznie większa niż w monarchiach europejskich, a szacunek dla króla jest tak samo duży jak przed stuleciami i jest ściśle powiązany z tongijską tradycją.
Głową państwa jest król, w latach 2006–2012 był nim Jerzy Tupou V, od 2012 r. królem jest jego młodszy brat Tupou VI. Król mianuje premiera i ministrów, często dożywotnio (w praktyce ministrowie pracują do czasu osiągnięcia wieku emerytalnego, co gwarantuje stabilność i ciągłość prac rządu). Częścią systemu politycznego Tonga jest również parlament. Jednak jego demokratyczna legitymizacja jest ograniczona. Obywatele mogą wybierać 9 spośród 23 deputowanych. Reszta jest wybierana spośród członków prominentnych rodów i nominowana przez króla. W Tonga nie działają partie polityczne w zwyczajowym rozumieniu tego słowa, w końcu lat 80. powstał jednak opozycyjny ruch obywatelski domagający się demokratyzacji kraju.
11 lutego 2006 ze stanowiska premiera niespodziewanie zrezygnował brat króla i ówczesny następca tronu, książę Ulukalala Lavaka Ata, pół roku po serii demonstracji domagających się demokratyzacji państwa. Jego następca, Feleti Sevele, był pierwszym premierem w historii niebędącym członkiem rodziny królewskiej.
System szkolnictwa na Tonga jest darmowy i obowiązkowy dla dzieci do dwunastego roku życia, oparty na symbolicznych opłatach za edukację średnią i systemie stypendiów zagranicznych na studia wyższe.
W 2011 roku w przypadku 99% młodzieży w wieku 10–14 lat potrafiło czytać i pisać po tongijsku. Z wiekiem wzrastał odsetek analfabetów w grupie osób posługujących się językiem tonga, lecz nadal czytać i pisać potrafiło ponad 90% respondentów. Jednak w przypadku osób posługujących się językiem angielskim wraz z wiekiem znacznie (do nieco ponad 50% u kobiet i niecałych 65,5% u mężczyzn) malał odsetek piśmiennych.
Dostęp do opieki medycznej jest nieograniczony. Jeśli chodzi o prawo posiadania ziemi, jest ono konstytucyjnie chronione – zakazana jest sprzedaż ziemi cudzoziemcom (choć może ona być im dzierżawiona). Na zurbanizowanych terenach głównej wyspy archipelagu, Tongatapu, gdzie zamieszkuje 60% populacji tongijskiej, ziemi jest stosunkowo niewiele. Ziemia uprawna jest jednak dostępna na innych wyspach, o charakterze bardziej rolniczym. Większość ludności utrzymuje się z produkcji żywności – rolnictwa, rybołówstwa i hodowli, co pokrywa ok. połowy potrzeb żywnościowych kraju. Kobiety i mężczyźni mają równy dostęp do edukacji i opieki zdrowotnej. Równouprawnienie występuje także w sferze zatrudnienia, jednak kobiety są dyskryminowane w kwestii posiadania ziemi i polityki, często ma też miejsce przemoc domowa. Wskaźniki przestępczości są dość niskie, lecz wzrastają, co jest przypisywane powrotowi rodowitych Tongijczyków z zagranicy, np. w wyniku deportacji.
Na Tonga występują tendencje prodemokratyczne, kładące nacisk na potrzebę reform i lepszej reprezentacji większości w parlamencie. Jednak monarchia nadal cieszy się poparciem społecznym.

### Monarchowie
- 1875–1893 Jerzy Tupou I
- 1893–1918 Jerzy Tupou II
- 1918–1965 Salote Tupou III (królowa)
- 1965–2006 Taufaʻahau Tupou IV
- 2006–2012 Jerzy Tupou V (koronowany 6 sierpnia 2008)
- od 2012 Tupou VI

## Religia
Struktura religijna kraju w 2016 roku według CIA:
- protestanci – 63,9%:
  - metodyści (Wolny Kościół Weslejański, Wolny Kościół Tonga i Kościół Tonga) – 52,3%,
  - adwentyści dnia siódmego – 2,5%,
- mormoni – 19,7%,
- katolicy – 13,7%,
- inne religie – 2,1%,
- brak religii – 0,6%.

## Gospodarka
Gospodarka Tonga należy do najbardziej zróżnicowanych w Oceanii. Jej podstawą jest rolnictwo, które zatrudnia 65% ludności czynnej zawodowo. Na eksport przeznacza się orzechy kokosowe i banany, oraz wanilię, w której uprawie i eksporcie kraj ten zajmuje 7 miejsce na świecie. Wiele małych przedsiębiorstw, szczególnie w handlu detalicznym, jest zdominowane przez chińskich imigrantów. Sektor produkcyjny składa się z rzemiosła i kilka innych bardzo małych branż, które tworzą tylko 3% PKB. We wrześniu 1974 otwarty został Bank of Tonga. Kraj importuje żywność, głównie z Nowej Zelandii. Sektor przemysłowy stanowi 10% PKB. Kraj pozostaje uzależniony od pomocy zewnętrznej. Rząd podkreśla konieczność rozwoju sektora prywatnego, w szczególności wspiera inwestycje. Głównymi partnerami handlowymi Tonga są: Australia, Nowa Zelandia, Japonia i Fidżi.

### Energia elektryczna
| Produkcja | 41 GW h    |
| Zużycie   | 38,13 GW h |
| Eksport   | 0 kW h     |
| Import    | 0 kW h     |

### Emisja gazów cieplarnianych
Emisja równoważnika dwutlenku węgla z Tonga wyniosła w 1990 roku 0,150 Mt, z czego 0,064 Mt stanowił dwutlenek węgla. W przeliczeniu na mieszkańca emisja wyniosła wówczas 0,888 t dwutlenku węgla, a w przeliczeniu na 1000 dolarów PKB 190 kg. Następnie emisje nieregularnie rosły, osiągając maksymalne wartości w 2012. Wzrost emisji wynikał głównie z jej zwiększenia przez transport. W 2018 emisja dwutlenku węgla pochodzenia kopalnego wyniosła 0,123 Mt, a w przeliczeniu na mieszkańca 1,124 t i w przeliczeniu na 1000 dolarów PKB 208 kg. Głównym gazem cieplarnianym emitowanym z Tonga na początku lat 90. był metan, ale wraz ze wzrostem emisji dwutlenku węgla, to on stał się głównym gazem. Na trzecim miejscu jest podtlenek azotu.

## Trzęsienia ziemi
| Data           | Siła (w skali Richtera) | Ofiary                                                                                             |
| -------------- | ----------------------- | -------------------------------------------------------------------------------------------------- |
| 4 maja 2006    | 7,9                     | Nie było doniesień o śmierci lub uszkodzeniach ciała                                               |
| 9 grudnia 2007 | 7,9                     | Nie było doniesień o śmierci lub uszkodzeniach ciała                                               |
| 19 marca 2009  | 7,6                     | Trzęsienie ziemi było odczuwalne w Nowej Zelandii i North Island, jednak oficjalnych ofiar nie ma. |

## Media

### Prasa
| Światowa dystrybucja   | „The Daily Tongan”                                                   |
| Regionalna dystrybucja | „Taimi o Tonga” – Tonga, Nowa Zelandia, Australia, Stany Zjednoczone |
| Krajowa dystrybucja    | „Keleʻa”, „Talaki”, „Kalonikali”, „Tauʻataina”                       |

### Telewizja
Tonga Broadcasting Comission (Telewizja Tonga 1, Telewizja Tonga 2).

### Radio
- Tonga Radio 1,
- Tonga Radio 2.

## Zdrowie
Występuje wirusowe zapalenie wątroby typu A, istnieje też zagrożenie infekcjami bakteryjnymi. Od osób, które przed przyjazdem do Tonga przebywały w regionie dotkniętym żółtą febrą i cholerą, wymaga się zaświadczenia o szczepieniach przeciwko tym chorobom. Występuje wiele gatunków komarów. Opieka zdrowotna jest na bardzo niskim poziomie, brak nawet lekarstw. Poza stolicą i Neiafu nie ma ośrodków opieki medycznej; poważniejsze przypadki wymagają przetransportowania za granicę.
Tonga jest jednym z krajów, gdzie najczęściej występuje nadwaga u osób dorosłych.